# Електричний контакт (деталь)

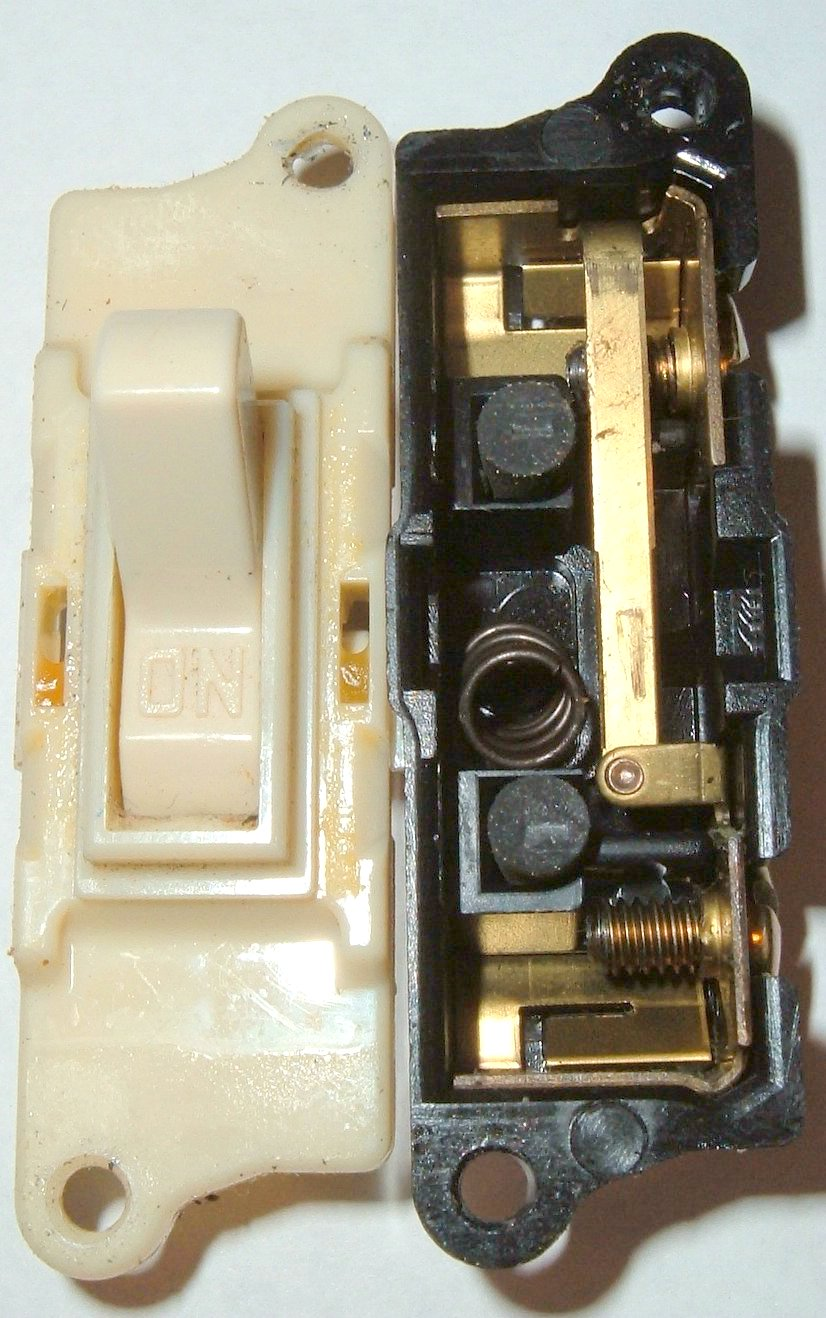
Електричний вимикач з нормально розімкненими контактами

Умовна графічна познака електромеханічного реле із чотирма нормально розімкненими і одним нормально замкненим контактами

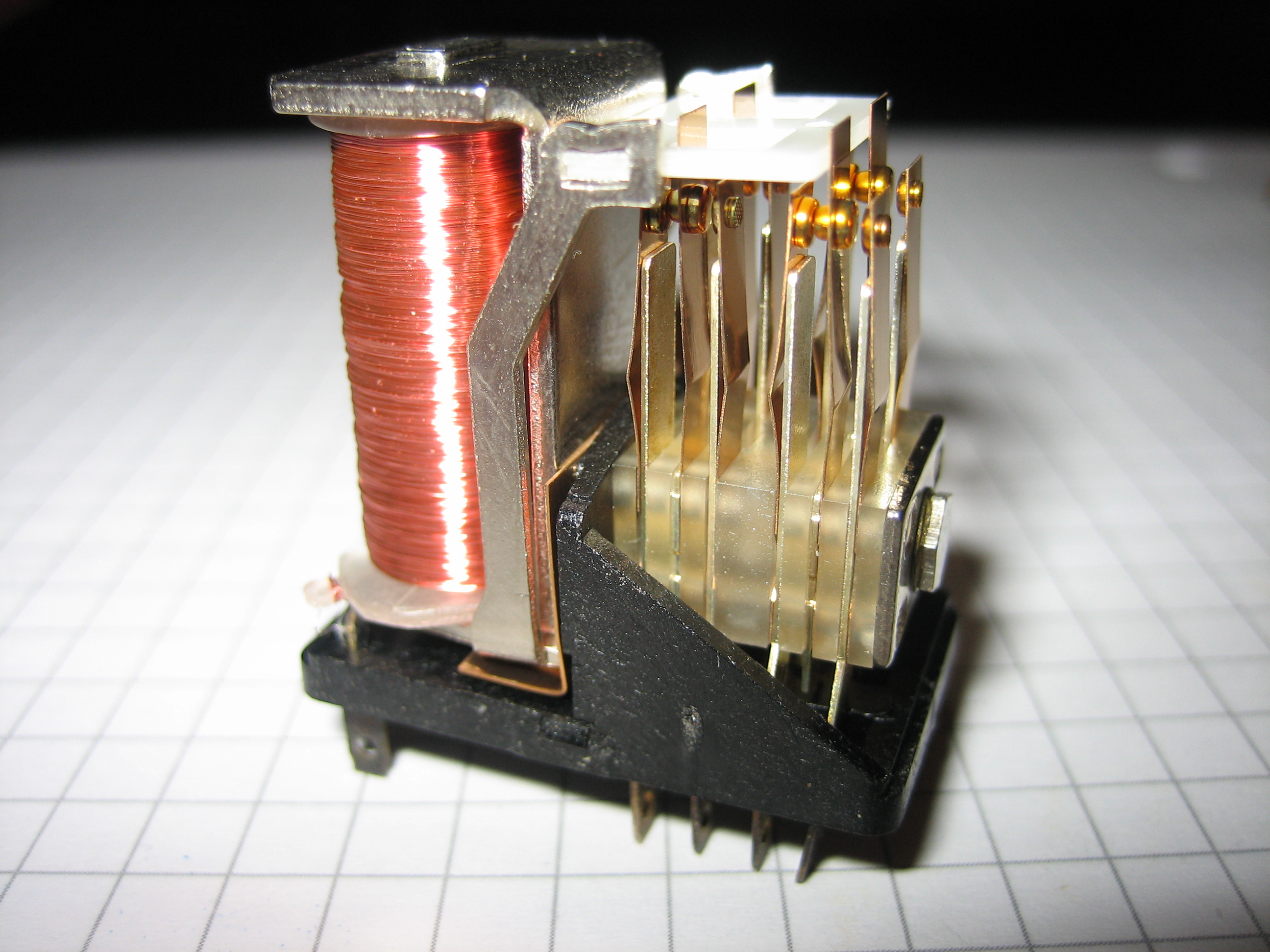
Електромеханічне реле із набором торцевих контактів

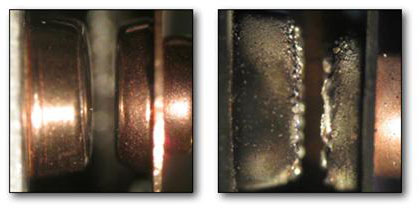
Електричні контакти до початку експлуатації (ліворуч) і ушкоджені ерозією після 100000 циклів спрацювань (праворуч)

Електри́чний конта́кт (англ. contact (piece)) або конта́кт (комутаці́йного) апара́та (англ. contact of a mechanical switching device) — сукупність струмопровідних частин електричних апаратів, призначених для встановлення неперервності електричного кола, коли вони (ці частини) стикаються, та які впродовж свого відносного переміщення під час спрацьовування розмикають або замикають коло, або, у випадку шарнірних та ковзних контактів, підтримують неперервність кола.
Часто дане поняття поширюють й на ті електричні апарати, які не мають комутаційних елементів (запобіжники, обмежувачі імпульсних виплесків, вимірювальні трансформатори тощо), якщо врахувати, що неперервність електричних кіл підтримують також струмопровідні частини апаратів, які призначені для їх приєднання до зовнішніх кіл, тобто струмопровідні частини терміналів. Саме цьому, в англомовній науково-технічній літературі не застосовуються звичні для нас терміни «контактний апарат» (англ. contact switching devise) або «безконтактний апарат» (англ. contactless switching devise), а вживаються терміни, які показують, у який спосіб забезпечується комутація електричних кіл — «механічний комутаційний апарат» (англ. mechanical switching devise) та «напівпровідниковий комутаційний апарат» (англ. semiconductor switching devise).

## Види контактів електричних апаратів
Контакт апарата, який здійснює комутації головного електричного кола та призначений у замкненому положенні проводити його струм, називають головним контактом (англ. main contact).
Контакт, який входить до допоміжного електричного кола та механічно приводиться у дію комутаційним апаратом, називають допоміжним контактом (англ. auxiliary contact).
Контакт керування або допоміжний контакт, який є замкненим, коли головні контакти комутаційного апарата є замкненими, та розімкненим, коли вони розімкнені, називають «а»-контактом або замикальним контактом (англ. «a» contact; make contact).
Контакт керування або допоміжний контакт, який є розімкненим, коли головні контакти комутаційного апарата є замкненими, та замкненим, коли головні контакти розімкнені, називають «b»-контактом або розмикальним контактом (англ. «b»-contact; break contact).
У міжнародних стандартах застосовуються також альтернативні терміни: нормально розімкнений контакт (англ. normally open contact замість англ. make contact) та нормально замкнений контакт (англ. normally closed contact замість англ. break contact).
В апаратах низької напруги з робочими струмами понад 1000 А (так звані великоамперні апарати) та у деяких різновидах апаратів середньої та високої напруги (у тому числі із меншими робочими струмами) крім головних контактів, призначених для пропускання робочих струмів у замкненому стані, у головних колах застосовують додаткові — дугогасні контакти (англ. arcing contact), на яких виникає електрична дуга при розмиканні електричного кола. Дугогасний контакт завжди є увімкненим паралельно до головного контакта, причому конструкція контактної системи побудована таким чином, що дугогасний контакт замикається раніше та розмикається пізніше від головного контакту. В переважній більшості комутаційних апаратів їх головні контакти виконують функції й дугогасних контактів.
Застосування відокремлених головних та дугогасних контактів в великоамперних апаратах низької напруги пояснюється тим, що контактні накладки їх головних контактів, з метою зменшення опору та нагрівання, виготовляють із срібла або з металокерамічних композицій на основі срібла, що мають схильність до швидкого зношування (ерозії) в умовах дії електричної дуги. Дугогасні контакти виготовляють з дугостійких матеріалів — міді чи спеціальних металокерамічних композицій. У замкненому стані для паралельного з’єднання головних та дугогасних, завдяки низькому опору срібла, практично весь струм тече через головні контакти. При здійсненні операції вимикання першим розмикається головний контакт (ГК), та електрична дуга на ньому не виникає (отже, головний контакт захищається від дугового зносу), тому що струм перетікає у коло дугогасного контакту (ДК), а вже після розмикання ДК саме на ньому виникає дуга, яка, завдяки електродинамічним силам, пересувається у дугогасну камеру апарата, де і згасає.

## Конструктивні особливості
Будь-який контакт (головний, керування, допоміжний) комутаційного апарата складається з декількох частин, які теж називають контактами або контакт-деталями (англ. contact (piece)). Одна з таких частин утворює рухомий контакт, інша — нерухомий контакт.
В електричних апаратах застосовується декілька різновидів контактів, пов'язаних з особливостями відносного пересування контакт-деталей: торцевий (стиковий) контакт (англ. butt contact), ковзний контакт (англ. sliding contact), роликовий контакт (англ. rolling contact) тощо.

## Матеріали для контактів

### Матеріали для торцевих контактів
За величиною комутованого струму контакти цього типу поділяють на низькострумові (струми до одиниць ампер) і великострумові.
Низькострумові контакти виготовляють зазвичай з благородних та тугоплавких металів, переважно зі срібла, платини, золота, вольфраму та сплавів типу твердих розчинів на їх основі.
Контакти зі срібла та його сплавів широко використовують в реле різного призначення, в пристроях електронної техніки, що працюють у бездуговому режимі, в радіоапаратурі, приладах автоматики, в апаратурі авіаційного та морського обладнання. Сплави золота використовують для ковзних контактів потенціометрів, у вимірювальних приладах, малогабаритних реле, в телефонній апаратурі та штепсельних роз'ємах. Платинові контактні сплави використовують в прецизійних реле, що працюють без дугових розрядів, в малогабаритних та мініатюрних реле радіоелектронної апаратури, контрольних peлe авіаційного електрообладнання. Вольфрамові контакти використовують в контрольних реле авіаційного обладнання, в перетворювачах і переривниках струму, у вакуумних чи газонаповнених вимикачах, сигнальних реле тощо.
Великострумові контакти переважно виготовляють з металокерамічних матеріалів, що отримуються методами порошкової металургії тугоплавких металів (W, Мо і сплави на їх основі).
Металокерамічні матеріали для великострумових контактів повинні складатись з компонентів, що не взаємодіють один з одним, один з яких є тугоплавким, а другий має добру електропровідність. При розплавленні цей компонент утримується силами поверхневого натягу в порах тугоплавкої фази. Добре зарекомендували себе наступні матеріали: срібло-оксид кадмію, срібло-нікель, срібло-графіт, срібло-вольфрам, мідь-вольфрам, мідь-графіт.
Срібна або мідна фаза забезпечує високу електро- і теплопровідність контактів, а тугоплавка фаза у вигляді рівномірних включень оксидів кадмію, міді, нікелю, а також вольфраму і графіту підвищує їх зносо- і термостійкість і запобігає зварюванню контактів. Крім того, оксид кадмії, розкладаючись за температури близько 900°С на кадмій і кисень, сприяє швидкому загасанню дуги дуги. Аналогічні властивості проявляє оксид міді, але при вищих температурах.
Металокерамічні контакти у порівнянні із звичайними металевими є стійкішими до оплавлення, приварювання і зношування. Вони є незамінними за високих струмових і механічних навантажень, при помірних навантаженнях дозволяють значно підвищити термін служби контактів, підвищити надійність і довговічність апаратів при значній економії металічного срібла (від 10 до 70%).
Великострумові металокерамічні контакти використовують для загальнопромислових цілей, в апаратурі морського й авіаційного обладнання, а також в автоматичних запобіжниках, пускачах, контакторах, реле сигналізації тощо.

### Матеріали для ковзних контактів
Матеріали для ковзних контактів можна поділити на пружинні металеві й електротехнічні вігільні.
Як пружинні металеві контактні матеріали використовують переважно спеціальні види бронз (кадмієві, кадмієво-олов'янисті, берилієві), що мають підвищену механічну міцність, стійкість до стирання. Основне застосування пружинні контактні матеріали знаходять в потенціометрах, перемикачах, реостатах та інших елементах радіоелектронної апаратури.
Електротехнічні вугільні матеріали широко використовують для виготовлення щіток електричних машин, вугільних електродів для гальванічних елементів, дугових печей тощо. Сировиною для виробництва електровугільних виробів служить природний графіт і сажа. Промисловість випускає щітки різних марок: вугільно-графітові (УГ), графітові (Г), електрографітовані (ЭГ), металографітові (МГ), що містять металічний порошок. Питомий тиск для всіх щіток становить 20…30 кПа, при коефіцієнті тертя по міді не більше від 0,3. Падіння напруги у щітковому контакті при номінальному струмі становить від 0,3 В до 3 В. Основне застосування електровугільні щітки знаходять в електричних генераторах, електродвигунах, автотрансформаторах тощо.